# Estación de Ribaforada
Ribaforada es una estación ferroviaria situada en el municipio español de Ribaforada en la comunidad foral de Navarra. Dispone de servicios de Media Distancia operados por Renfe.

## Situación ferroviaria
La estación se encuentra en el punto kilométrico 67,4 de la línea férrea que une Casetas en Zaragoza con Bilbao a 264 metros de altitud.

## Historia
La estación fue inaugurada el 18 de septiembre de 1861 con la apertura del tramo Tudela-Casetas de la línea férrea que pretendía unir Zaragoza con Navarra por parte de la Compañía del Ferrocarril de Zaragoza a Pamplona. Esta última no tardaría en unirse con la compañía del ferrocarril de Zaragoza a Barcelona, dando lugar a la Compañía de los Ferrocarriles de Zaragoza a Pamplona y Barcelona. El 1 de abril de 1878 su mala situación económica la forzó a aceptar una fusión con Norte. En 1941, la nacionalización del ferrocarril en España supuso la integración de Norte en la recién creada RENFE.
Desde el 31 de diciembre de 2004 Renfe explota la línea mientras que Adif es la titular de las instalaciones ferroviarias.

## La estación
Se sitúa al suroeste del núcleo urbano. Como otras estaciones de este tramo su antiguo edificio para viajeros ha sido sustituido por una construcción más reciente de corte funcional. Posee dos plantas usándose la parte de arriba como vivienda. Cuenta con cuatro vías a las que acceden dos andenes, uno lateral y otro central. Dispone de un aparcamiento habilitado.

## Servicios ferroviarios

### Media Distancia
El tráfico de Media Distancia con parada en la estación tiene como principales destinos Zaragoza, Castejón, Logroño y Pamplona.
| Línea MD | Trenes | Origen/Destino |  | Destino/Origen   |
| -------- | ------ | -------------- |  | ---------------- |
| 22       | RE     | Zaragoza       |  | Logroño Castejón |
| 26       | RE     | Zaragoza       |  | Pamplona         |